# Kuusiniemi
Kuusiniemi är en ö i Finland. Den ligger i sjön Venetjoen tekojärvi och i kommunen Halso i den ekonomiska regionen  Kaustby ekonomiska region  och landskapet Mellersta Österbotten, i den centrala delen av landet, 400 km norr om huvudstaden Helsingfors. Öns area är 0,5 hektar och dess största längd är 120 meter i öst-västlig riktning.